# Падл (ігровий контролер)

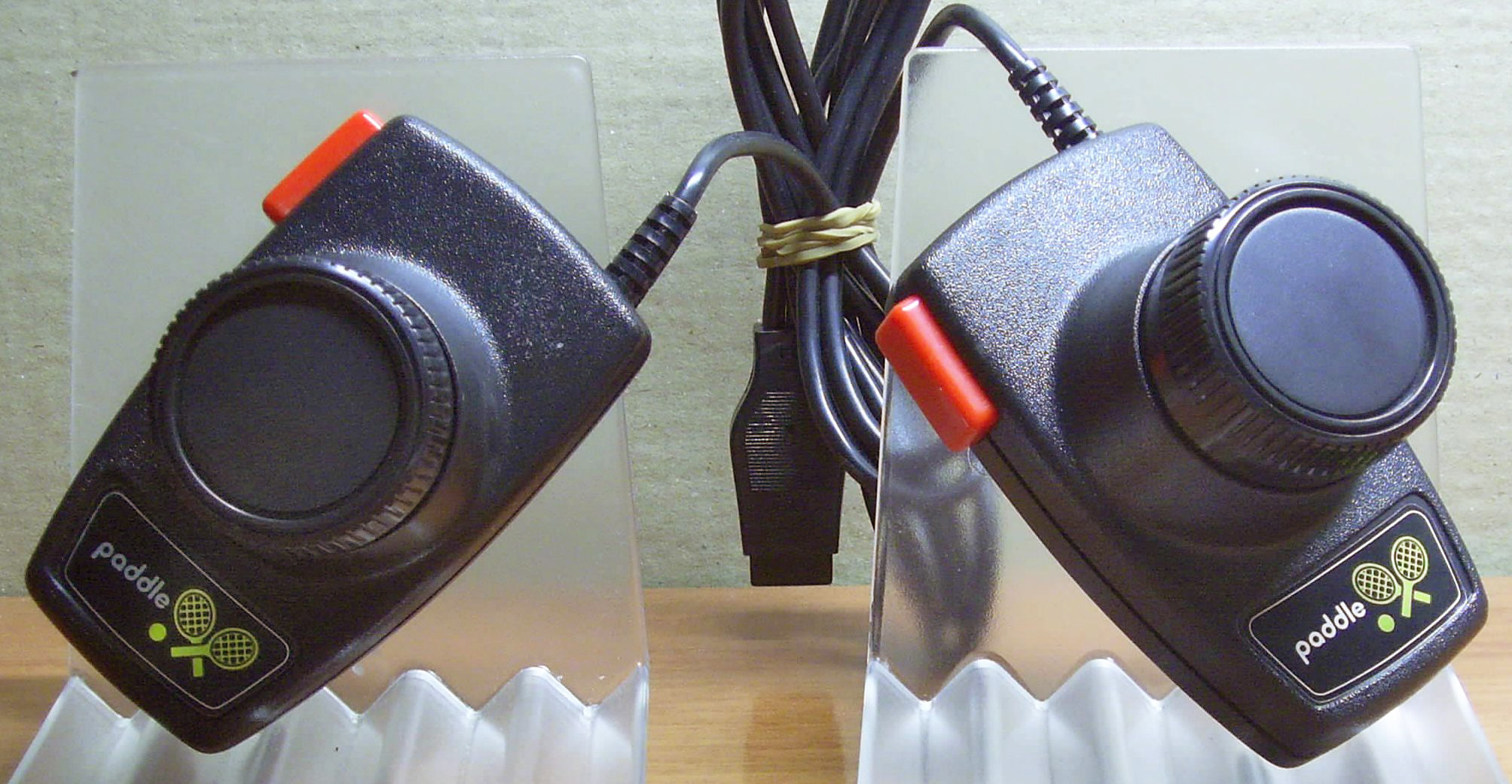
Контролери paddle для Atari 2600

Падл (англ. paddle — «весло») — аналоговий ігровий контролер, який використовувався в ранніх відеоігрових системах. Управління грою здійснюється за допомогою повороту ручки. Контролер Paddle обертається через фіксовану дугу (зазвичай близько 330 градусів) і зупиняється на кожному кінці. Таким чином, можна переміщати об'єкт на екрані по одній осі (в двох напрямках) — ну наприклад, ракетку в тенісі. Також може мати кнопки для здійснення якихось додаткових дій.

## Зовнішній вигляд
Paddle являє собою пластиковий корпус з встановленим всередині нього потенціометром, забезпеченим декоративною ручкою.
Колесо Paddle зазвичай механічно з'єднано з потенціометром, для того, щоб генерувати рівень вихідної напруги, розмір якої залежить від кута колеса відносно нерухомої опорної позиції. Paddle, таким чином, регулятор абсолютного положення. Тобто, датчик може зчитувати без будь-якої попередньої інформації, і результат безпосередньо вказує на положення ручки Paddle, на відміну від датчика кута повороту.

## Де застосовується

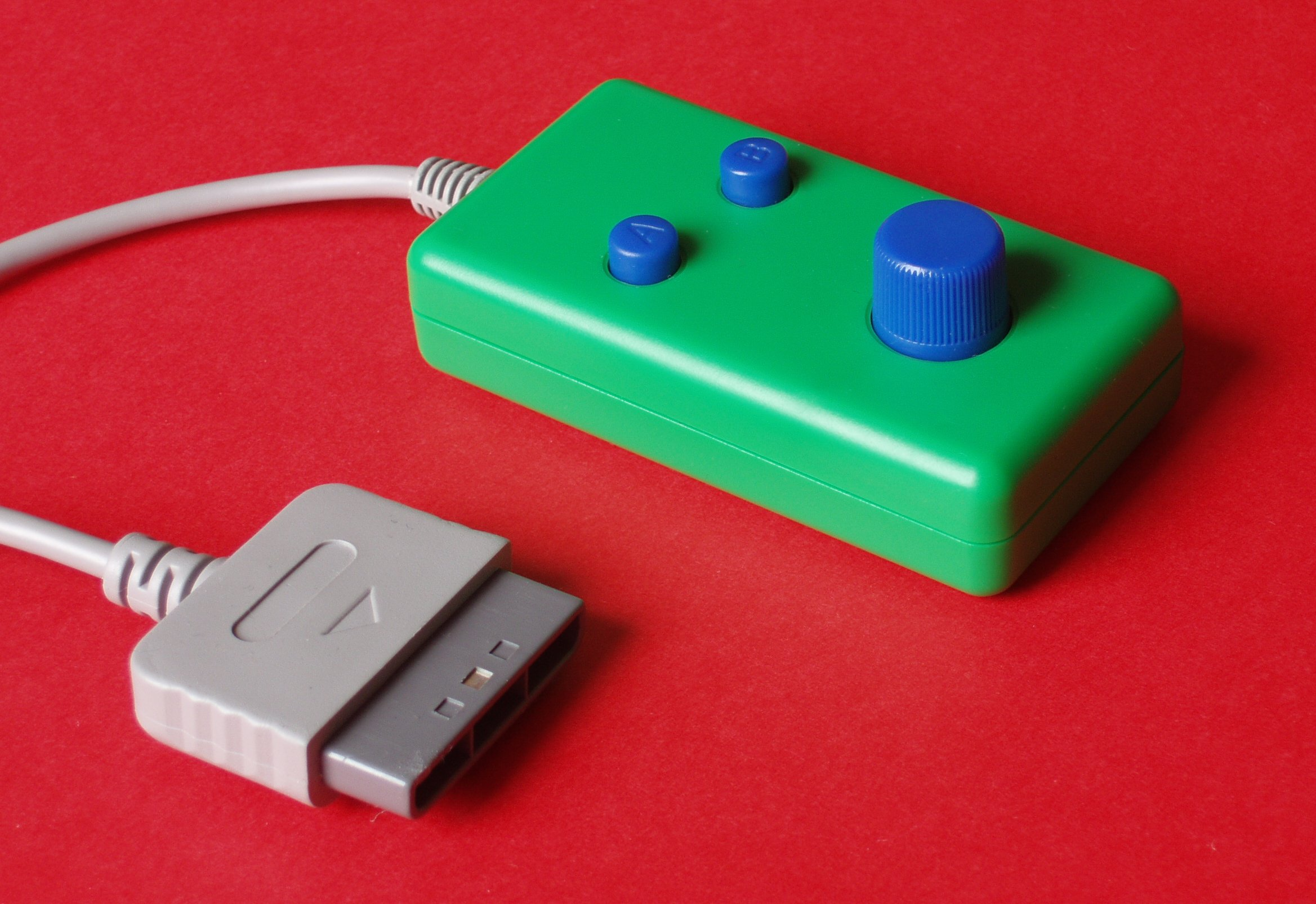
Paddle для Sony PlayStation.

Paddle вперше з'явився в аркадних відеоіграх з Pong Atari Inc. в 1972 році, в той час як перша консоль, яка використовувала paddle була Magnavox Odyssey, яка була випущена в тому ж році. Atari 2600 використовував paddle у кількох своїх іграх, як це робили ранні домашні комп'ютери, такі як Commodore VIC-20.

### Ігри
Деякі відомі відеоігри як Pong, Breakout (arcade game) і Night Driver використовували paddle. Причиною для назви «весло» (англ. paddle — весло) для даного типу ігрового контролера є те, що перша гра, яка використовувала його, Pong, була грою-симулятором настільного тенісу, де тенісні ракетки зазвичай називають веслами.

## Подібні контролери

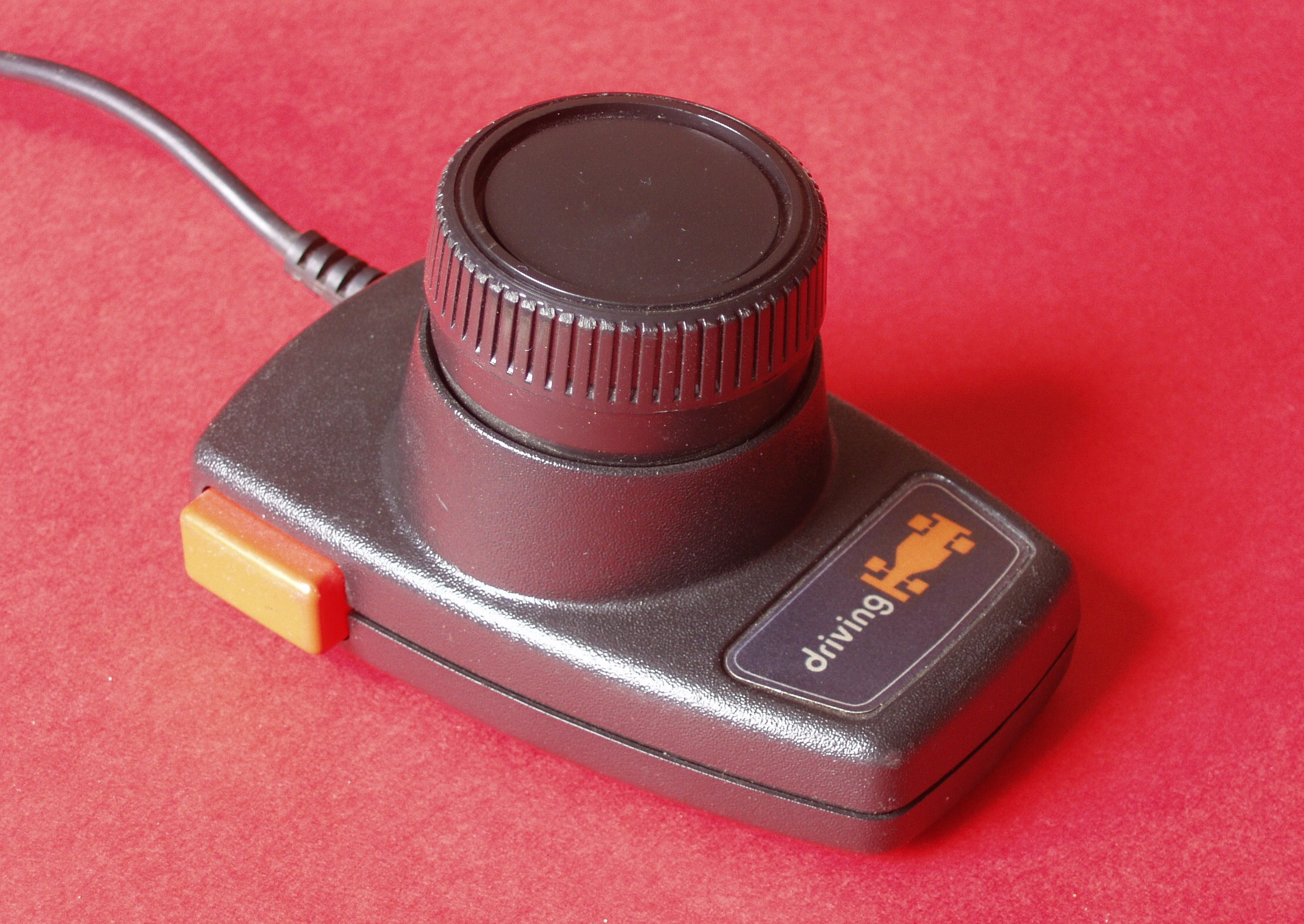
Контролер для водіння Atari 2600, зовні подібний до Atari 2600 paddle.

На Atari 2600, контролери paddle дуже схожі на контролери водіння. Контролери водіння емулювали елементи управління на рульовому колесі: потрібно було крутити колесо, щоб повернути автомобіль в одну або іншу сторону, і перестати обертати, щоб їхати прямо. Контролери водіння для консолей Atari зроблені таким же чином, хоча у них не було колеса, контролер був скорочений до однієї великої кнопки, ідентичною тій, що на paddle.
У порівнянні з контролерами руху, контролери paddle обертаються тільки на один повний оборот. Вони також можуть входити до пар, які підключаються до одного порту, в той час як провідні контролери підключалися до одного порту. Оскільки два контролери підключаються до кожного порту і Atari 2600 має два порти контролера, чотири гравці одночасно можуть грати в ігри. Контролери Atari також сумісні з домашнім комп'ютером Atari 800, у якого мається чотири порти для ігрових контролерів. Це дозволило б під'єднати вісім контролерів в одночасній грі. Супер Breakout є одним із прикладів гри, яка підтримує до 8 гравців.